# チャールズ・ワイヴィル・トムソン
サー・チャールズ・ワイヴィル・トムソン（Sir Charles Wyville Thomson、1830年3月5日 - 1882年3月10日）は、イギリスの海洋学者、海洋生物学者。

## 生涯
スコットランドのウェスト・ロージアン州リンリスゴーに生まれる。エディンバラ大学で医学、博物学を学ぶ。1854年から1868年までベルファストのコーク大学で、1870年からはエディンバラ大学で博物学教授を務めた。
海洋生物、特に棘皮動物を研究した。1872年にチャレンジャー号の世界一周探検（チャレンジャー号探検航海）に科学部長として乗船し、大量の海洋学的標本、観測結果を本国に持ち帰った。探検後その功績を称えられ、王立協会会員に選ばれ、1876年にナイトの称号を与えられた。1882年、チャレンジャー探検の資料整理および報告書の作成中に病に倒れる。この膨大なチャレンジャー報告の刊行はジョン・マレーに引き継がれた。